# Fast Japanese Spin Cycle
Fast Japanese Spin Cycle is de vijfde ep van de Amerikaanse indierock-muziekgroep Guided by Voices, uitgegeven in 1994. In de categorie "EP" van de toonaangevende Pazz and Jop-enquête staat het album op een gedeelde derde plaats.

## Tracklist
1. 3rd World Birdwatching
2. My Impression Now
3. Volcano Divers
4. Snowman
5. Indian Fables
6. Marchers in Orange
7. Dusted
8. Kisses to the Crying Cooks